# أسيكا
أسيكا Aceca هي سيارة كوبيه مغلقة من شركة AC Cars البريطانية، تم إنتاجها من عام 1954 حتى عام 1963. كانت السيارة في الأصل مزودة بمحرك AC ولكن محرك بريستول Aceca-Bristol كان متاحًا أيضًا إلى جانبه من 1956 إلى 1963 عندما توقف إنتاج هذا المحرك. تم بناء عدد قليل من السيارات من عام 1961 إلى عام 1963 بمحرك فورد زفير 2553 سم مكعب وتم بيعها باسم Aceca 2.6.
اعتمادا إلى AC Ace المفتوح بمقعدين، كانت Aceca عبارة عن سيارة سياحية كبيرة مصنوعة يَدَوِيًّا وفقًا للتقاليد البريطانية، مع خشب الدردار وأنابيب المستخدمة في تصنيعها. كانت إحدى السمات البارزة هي الهاتشباك في الخلف، مما جعل Aceca السيارة الثانية فقط، بعد 1953 Aston Martin DB2/4، التي دمجت هذا العنصر.
تم بناء 151 Acecas و 169 Aceca-Bristols و 8 طرازات بمحركات Ford عندما توقف الإنتاج في عام 1963.  كما هو الحال مع Ace، استخدمت AC أرقام التي تبدأ ب AE للسيارات المزودة بمحرك AC، و BE لمحركات Bristol، و RS لتلك المجهزة بوحدة Ford. تشير علامة X التي تلي الحرفين الأولين إلى نموذج التصدير. 
الاختلاف الرئيسي بين Aceca و Aceca-Bristol هو المحرك. استخدم كلاهما وحدة 6، لكن Aceca استخدمت 90 حصان (67 كيلو واط)، 1، 991 سم مكعب (121. 5 متر مكعب) محرك علوي مع AC Ace الأخف، بينما استخدم Aceca-Bristol قوة 125 حصان (93 كيلو واط). إذ تم الحصول على وحدة D-Type 2. 0 لتر (1971 سم مكعب / 120 بوصة) من بريستول كارز. كان Aceca-Bristol متاحًا أيضًا بمحرك بريستول أكثر اعتدالًا من النوع B بقوة 105 حصان (78 كيلو واط). وأضافت مواصفات بريستول 100 دولار إلى علامة سعر Aceca البالغة 5400 دولار في الولايات المتحدة. اما في المملكة المتحدة، تبلغ تكلفة السيارة 1722 جنيهًا إِسْتِرْلِينِيًّا. 
إن تصميم الواجهة الأمامية ل Ace و Aceca يعود إلى التصميم الذي قام به Pinin Farina لشركة AC في أواخر الأربعينيات. وتوجد نظرية بأنها مستوحاة من Ferrari Barchetta في ذلك الوقت. السيارة خفيفة بسبب الإطار الأنبوبي وكتلة المحرك المصنوعة من الألومنيوم وألواح الهيكل المصنوعة من الألومنيوم. وسمحت عجلات الطريق كبيرة المقاس 16 بوصة ومواصفة توزيع الوزن 50/50 بتحمل أسطح الطرق الوعرة. وتتميز Acecas بفرامل قرصيه للعجلات الأمامية (تمت إضافتها في عام 1957)، بينما تشترك جميعها في نظام IRS الربيعي، ونصف المحاور الخلفية المفصلية، ومقود التروس، وسرعة اختيارية على التروس الثانية والثالثة والرابعة، والزجاج الأمامي المنحني، والمقاعد المغطاة بالجلد. فقد ظهرت AC Aceca في برنامج Car SOS في المملكة المتحدة (السلسلة 4 الحلقة 2). 

## أسيكا بريستول
اعتمد محرك بريستول السداسي في Aceca-Bristol على تصميم من BMW مع كتلة من الحديد ورأس أسطوانة من الألومنيوم. فهو يحتوي على عمود كامات واحد مع أذرع دفع تعمل عَمُودِيًّا إلى عمود متأرجح على جانب مدخل المحرك وأذرع دفع أفقية أخرى تعمل في 6 أنابيب فوق الجزء العلوي من المحرك من أجل الوصول إلى روافع العادم. يمنح الغطاءان المتأرجحان المائلان المحرك مظهرًا مشابهًا لترتيب عمود الكامات العلوي. وتم تثبيت ثلاثة مكربن سوليكس موجود على رأس الأسطوانة باستخدام ألواح محول صغيرة.

## قائمة المراجع
1. ↑  Culshaw; Horrobin (1974). Complete Catalogue of British Cars. London: Macmillan. ISBN 0-333-16689-2
2. ↑  Sedgwick, M.; Gillies.M (1986). A-Z of Cars 1945-1970. Devon, UK: Bay View Books. ISBN 1-870979-39-7
3. ↑  Vasek, Paul R. "Ace (1953-1962)". The AC Home Page. Archived from the original on 2 February 2011
4. ↑  Robson, Graham (2006). A-Z British Cars 1945-1980. Devon, UK: Herridge & Sons. ISBN 0-9541063-9-3